# Edward N. Hines
Edward N. Hines (13 de janeiro de 1870 - 4 de junho de 1938) foi membro da Comissão da Estrada do Condado de Wayne (do Condado de Wayne, Michigan), de 1906 a 1938. Tipógrafo comercial, ele é um dos grandes inovadores no desenvolvimento de estradas.

## Carreira
Como ciclista em 1890, Hines formou uma organização Good Roads em Michigan, que defendia o desenvolvimento de estradas municipais. Isso levou à aprovação da Lei de Estradas do Condado em 1893, e a uma mudança na Constituição de Michigan em 1894. Durante esse período, Hines foi presidente do clube de ciclismo de Detroit Wheelmen, cônsul-chefe da Liga da Divisão de Michigan de American Wheelmen, e vice-presidente da Liga de American Wheelmen.
Hines foi nomeado para o Conselho de Estradas do Condado de Wayne em seu início em 1906, junto com Henry Ford e Cassius R. Benton. Em 1909, Hines foi responsável pela construção da primeira milha completa de pavimentação de estradas de concreto do mundo, o trecho da Woodward Avenue entre a Six Mile Road e a Seven Mile Road em Detroit.
Hines originou o conceito de pintar uma linha no centro de uma estrada para separar o tráfego em direções opostas. A ideia surgiu depois de assistir a uma carroça com vazamento de leite deixar uma trilha na rua. As linhas centrais pintadas foram usadas pela primeira vez em 1911 na River Road, em Trenton, no Condado de Wayne. Essa ideia simples foi reconhecida como um dos mais importantes dispositivos de segurança de tráfego na história do transporte rodoviário. A remoção de neve das vias públicas foi outra das inovações de Hines.
Hines, juntamente com William E. Metzger e outros, formou o Detroit Automobile Club em 1916. Hines era um líder nacional no conceito de direitos de passagem de estradas. Ele foi fundamental nos movimentos para embelezar as rodovias, eliminando linhas de energia e outdoors. Na década de 1920, Hines era líder no movimento de adquirir terras ao longo do rio Huron e do rio Rouge com o objetivo de convertê-las em parques. Em 1937, o Middle Rouge Parkway foi renomeado para Edward N. Hines Parkway, em sua homenagem.

## Honrarias e reconhecimento
- Em 1935, Hines recebeu o Prêmio George S. Bartlett por sua contribuição excepcional ao progresso das rodovias.[14]
- Mais tarde, ele foi introduzido no Salão de Honra dos Transportes de Michigan em 1972.[15]
- Em 2011, Hines recebeu o prêmio Paul Mijksenaar Design for Function.[15]